# Вальстедт, Леопольд
Леопольд Вальстедт (швед. Leopold Wahlstedt; род. 4 июля 1999, Стокгольм) — шведский футболист, вратарь датского футбольного клуба «Орхус» и национальной сборной Швеции.

## Клубная карьера

### Ранняя карьера
Начал заниматься футболом в академии АИК, где играл до 15 лет, за исключением небольшого периода выступления за «Норртуллс». В 2015 году присоединился к «Юрсхольму». Выступал за юношескую команду клуба. За три года в команде провёл восемь матчей за основной состав в четвертом шведском дивизионе. В апреле 2018 года присоединился к «Далькурду», вышедшему по итогам предыдущего года в Алльсвенскан. В первой половине 2018 года на правах аренды провёл три матча за «Уппсала-Курд» в третьем дивизионе. Единственную игру за основной состав «Далькурда» провёл 21 августа во втором раунде кубка Швеции против «Карлберга».

### Арендал
18 января 2019 года перешёл в норвежский «Арендал», выступающий во втором дивизионе. Впервые в составе нового клуба вышел 4 мая 2019 года в игре с «Фредрикстадом», пропустив пять мячей. За два сезона, проведённых в команде принял участие в 41 матче.

### Одд
В ноябре 2020 года перешёл в «Одд», с которым заключил контракт, рассчитанный на три года. Первую половину сезона провёл на правах аренды за вторую команду клуба во втором дивизионе. 12 сентября дебютировал за основной состав чемпионате Норвегии в игре против «Будё-Глимта». В следующем сезоне принял участие во всех 30 матчах сезона.

### Блэкберн Роверс
8 августа 2023 года Вальстедт присоединился к команде из Чемпионшипа «Блэкберн Роверс», подписав трёхлетний контракт.

## Карьера в сборной
В августе-сентябре 2017 года вместе с юношеской сборной Швеции принимал участие в товарищеском турнире. 2 сентября дебютировал в её составе во встрече с норвежцами.
В сентябре 2022 года был впервые вызван в национальную сборную Швеции на сентябрьские матчи. В ноябре того же года снова был вызван в сборную на товарищеские матчи с Мексикой и Алжиром. 16 ноября в игре с мексиканцами Вальстедт попал в заявку на игру, но на поле не вышел.

## Клубная статистика
| Выступление      | Выступление      | Выступление      | Лига | Лига | Кубки | Кубки | Итого | Итого |
| Клуб             | Лига             | Сезон            | Игры | Голы | Игры  | Голы  | Игры  | Голы  |
| ---------------- | ---------------- | ---------------- | ---- | ---- | ----- | ----- | ----- | ----- |
| Юрсхольм         | Дивизион 4       | 2015             | 1    | -1   | 0     | 0     | 1     | -1    |
| Юрсхольм         | Дивизион 4       | 2016             | 4    | -12  | 0     | 0     | 4     | -12   |
| Юрсхольм         | Дивизион 4       | 2017             | 3    | -2   | 0     | 0     | 3     | -2    |
| Юрсхольм         | Итого            | Итого            | 8    | -15  | 0     | 0     | 8     | -15   |
| Далькурд         | Алльсвенскан     | 2018             | 0    | 0    | 1     | -1    | 1     | -1    |
| Далькурд         | Итого            | Итого            | 0    | 0    | 1     | -1    | 1     | -1    |
| → Уппсала-Курд   | Дивизион 3       | 2018             | 3    | -10  | 0     | 0     | 3     | -10   |
| → Уппсала-Курд   | Итого            | Итого            | 3    | -10  | 0     | 0     | 3     | -10   |
| Арендал          | 2-й дивизион     | 2019             | 22   | -30  | 0     | 0     | 22    | -30   |
| Арендал          | 2-й дивизион     | 2020             | 19   | -18  | 0     | 0     | 19    | -18   |
| Арендал          | Итого            | Итого            | 41   | -48  | 0     | 0     | 41    | -48   |
| Одд              | Элитсерия        | 2021             | 13   | -26  | 1     | 0     | 14    | -26   |
| Одд              | Элитсерия        | 2022             | 30   | -45  | 1     | -3    | 31    | -48   |
| Одд              | Элитсерия        | 2023             | 17   | -19  | 3     | -6    | 20    | -25   |
| Одд              | Итого            | Итого            | 60   | -90  | 5     | -9    | 65    | -99   |
| → Одд II         | 2-й дивизион     | 2021             | 14   | -18  | 0     | 0     | 14    | -18   |
| → Одд II         | Итого            | Итого            | 14   | -18  | 0     | 0     | 14    | -18   |
| Блэкберн Роверс  | Чемпионшип       | 2023/24          | 21   | -36  | 4     | -6    | 25    | -42   |
| Блэкберн Роверс  | Итого            | Итого            | 21   | -36  | 4     | -6    | 25    | -42   |
| Всего за карьеру | Всего за карьеру | Всего за карьеру | 148  | -219 | 12    | -18   | 160   | -237  |